# 14158 Alananderson
14158 Alananderson eller 1998 SZ133 är en asteroid i huvudbältet som upptäcktes den 26 september 1998 av LINEAR i Socorro County, New Mexico. Den är uppkallad efter Alan Anderson.
Asteroiden har en diameter på ungefär 5 kilometer och den tillhör asteroidgruppen Vesta.